# Касл Рок (Колорадо)
Касл Рок (енгл. Castle Rock) град је у америчкој савезној држави Колорадо.

## Демографија
По попису из 2010. године број становника је 48.231, што је 28.007 (138,5%) становника више него 2000. године.
| Група             | 2000.          | 2010.          |
| Белци             | 18.253 (90,3%) | 40.871 (84,7%) |
| Афроамериканци    | 95 (0,5%)      | 543 (1,1%)     |
| Азијати           | 222 (1,1%)     | 811 (1,7%)     |
| Хиспаноамериканци | 1.250 (6,2%)   | 4.819 (10,0%)  |
| Укупно            | 20.224         | 48.231         |